# Stereofotografia

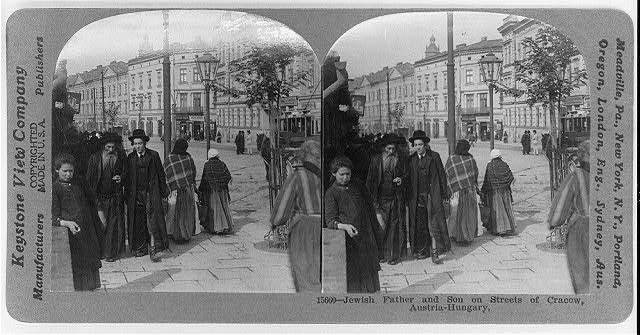
Zdjęcie stereoskopowe wykonane w Krakowie w 1917 r.

Stereofotografia, fotografia stereoskopowa – technika polegająca na wykonaniu dwóch zdjęć obiektu z różnych punktów widzenia.
Obserwacja takich zdjęć polega na patrzeniu prawym okiem na fotografię wykonaną z prawego punktu widzenia i lewym okiem – z przeciwnego punktu. Daje to wrażenie iż przedmioty te znajdują się w trójwymiarowej przestrzeni. Naturalność, właściwość takiej techniki osiąga się przez wyrównanie kątów widzenia i odstępów optycznych.
Do oglądania fotografii stereoskopowych – stereopar – wykorzystywano stereoskop – rodzaj okularów – złożony z dwóch lekko powiększających i ułożonych obok siebie soczewek dających efekt przestrzennego widzenia obiektu.
Moda na fotografię stereoskopową zaczęła się w roku 1851 i stała się popularną rozrywką mieszczan aż do lat 30 XX wieku. W roku 1856 w Anglii sprzedano ponad milion domowych przeglądarek. Zdjęcia można było również oglądać w fotoplastykonach.